# Mark Herrmann
Mark Donald Herrmann (Carmel, 8 gennaio 1959) è un ex giocatore di football americano statunitense che ha giocato nel ruolo di quarterback nella National Football League (NFL). Al college giocò a football alla Purdue University, venendo premiato come All-American.

## Carriera professionistica
Herrmann fu scelto dai Denver Broncos nel corso del quarto giro del Draft NFL 1981, ma non scese mai in campo nella sua stagione da rookie. Nel 1982 disputò due partite ma a fine anno fu scambiato coi Baltimore Colts nell'accordo che portò John Elway a Denver. Nel 1983-84 Herrmann giocò sporadicamente coi Colts, prima a Baltimora e poi a Indianapolis. Nel 1985 fu scambiato coi San Diego Chargers, dove rimase per tre stagioni come riserva di Dan Fouts. Herrmann poi giocò per i Los Angeles Rams nel 1988-89, prima di fare ritorno ai Colts per altre tre stagioni. Si ritirò nel 1992.

## Palmarès
- College Football Hall of Fame

## Statistiche
| Partite totali | 40    |
| Yard passate   | 4.015 |
| Touchdown      | 16    |
| Intercetti     | 36    |
| Passer rating  | 64,3  |